# Сарадиш (Клуж)
Сарадиш (рум. Sărădiș) насеље је у Румунији у округу Клуж у општини Фељаку. Oпштина се налази на надморској висини од 660 m.

## Становништво
Према подацима из 2002. године у насељу је живело 75 становника, од којих су сви румунске националности.